# Saltytchiya
Saltytchiya (en ukrainien : Салтичія) est un village d'Ukraine, dans le raïon de Berdiansk, dans l'oblast de Zaporijjia. Le village compte 416 habitants au 1er janvier 2015. Jusqu'en 2016, l'organisme d'autonomie locale était le conseil du village d'Obitochno.
Le village est revendiqué par la Russie en tant que partie de l'Oblast de Zaporojie.